# 藤江惠輔
藤江惠辅（日语：藤江 恵輔；ふじえ けいすけ；1885年11月8日—1969年2月27日）日本陆军军人。最终军衔陆军大将。

## 生平
藤江惠辅1885年11月8日生于兵库县。出身于世代担任龙野藩儒的藤江家。父亲藤江卓藏是从龙野转籍的大阪府士族，担任生国魂神社小宫司。
藤江惠辅就读于大阪陆军地方幼年学校和陆军中央幼年学校。 1905年11月，毕业于陆军士官学校第18期，次年6月任炮兵少尉。1910年11月，毕业于陆军炮工学校高等科。 1914年11月，毕业于陆军大学校第26期。
藤江惠辅历任参谋本部員、法国大使馆付驻外武官辅佐官、参谋本部付（出派欧州、驻布加勒斯特、索菲亚）、陆军大学校教官、野战重炮兵第5联队付、第16师团司令部付（京大配属）、陆军兵器本厂付、野战重炮兵第2联队长等职。1934年8月、任陆军少将。后又历任陆军野战炮兵学校干事、野战重炮兵第4旅团长、关东宪兵队司令部总务部长、关东宪兵队司令官、宪兵司令官等职，1937年11月、任陆军中将。
后任第16师团长、参谋本部付、陆军大学校校长等职，1941年4月、任西部军司令官。1943年2月，任陆军大将、东部军司令官、第12方面军司令官。1945年3月、转为预备役，同年6月接受召集，担任第11方面军司令官兼东北军管区司令官至1945年10月。

## 荣誉
- 1920年9月7日-勋五等双光旭日章[1]

## 家族
- 妻：藤江サカエ （铃木贯太郎之女）。
- 长子：藤江太郎（陆军少佐）
- 次子：藤江次郎（陆军大尉）
- 哥哥：藤江逸志（海军机关少将）

## 脚注
1. ↑  『官報』第2431号「授爵・叙任及辞令」1920年9月8日。